# Yūbari-Klasse
Die Yūbari-Klasse war eine Klasse von zwei Fregatten (offiziell Geleitzerstörern) der japanischen Maritimen Selbstverteidigungsstreitkräfte (JMSDF), die von 1983 bis 2010 in Dienst stand.

## Allgemeines
Die beiden zur Sicherung der japanischen Küstengewässer konzipierten Schiffe, waren eine Weiterentwicklung des 1979 vom Stapel gelaufenen Geleitzerstörers Ishikari.

## Einheiten
| Kennung | Name               | Bauwerft         | Kiellegung      | Stapellauf       | Indienststellung | Außerdienststellung |
| ------- | ------------------ | ---------------- | --------------- | ---------------- | ---------------- | ------------------- |
| DE-227  | Yūbari (ゆうばり)  | Sumitomo, Uraga  | 9. Februar 1981 | 22. Februar 1982 | 18. März 1983    | 25. Juni 2010       |
| DE-228  | Yūbetsu (ゆうべつ) | Hitachi, Maizuru | 14. Januar 1982 | 25. Januar 1983  | 14. Februar 1984 | 25. Juni 2010       |

## Technische Beschreibung

### Rumpf und Antrieb
Der Rumpf eines Schiffes der Yūbari-Klasse war 91 Meter lang, 10,8 Meter breit und hat bei einer Verdrängung von 1760 Tonnen einen Tiefgang von 3,6 Metern.
Der Antrieb erfolgte durch eine Kawasaki-Rolls-Royce Olympus TM-3B-Gasturbine und einen Mitsubishi 6DRV35/44-Dieselmotor, mit einer Gesamtleistung von 33.390 PS (24.558 kW). Diese gaben die Leistung an zwei Wellen mit je einer Schraube weiter. Die Höchstgeschwindigkeit betrug 25 Knoten (46 km/h).

### Bewaffnung
Neben der aufgeführten Bewaffnung führten die Schiffe der Klasse noch einen 4-Fach-Starter für U-Jagdraketen von Bofors, überhöht zum Geschützturm, und Mk 36 SRBOC-Werfer zum Abfeuern von Düppel- und Infrarotraketen.

#### Geschützturm
Das 76-mm-Geschütz von OTO Melara befand sich auf dem Vorderdeck vor dem Brückenaufbau. Die Waffe mit 62 Kaliberlängen verschießt eine breite Munitionspalette mit einer Kadenz von bis zu 100/min und einer Mündungsgeschwindigkeit von 925 m/s. Die effektive Reichweite gegen Bodenziele beträgt 16.000 m, gegen Luftziele als Flak bis zu 7.800 m. Das Geschützrohr kann um 35°/s in der Elevation in einem Bereich von +85°/−15° bewegt werden. Die Drehgeschwindigkeit des Turmes beträgt 60°/s. Die Masse wird durch die Verwendung von Leichtmetall reduziert, das Gehäuse besteht aus GFK. Die kleine Mündungsbremse reduziert den Rückstoß von 11 t um 10 % auf 9,9 t, die mittels Hydraulik abgefangen werden.
Das Geschütz arbeitet wie folgt: Unter Deck befindet sich der Doppelbeladering mit einer Aufnahmekapazität von 70 Patronen, die durch die Drehbewegung der Beladeinrichtung von dem äußeren in den inneren Ring befördert werden. Auf der linken Seite wandern die Patronen in eine Förderschnecke in der Drehachse des Turmes, welche die Munition senkrecht nach oben führt. Oben angekommen werden die Geschosse von Pendelarmen entgegengenommen. Diese zwei Pendelarme schwenken alternierend (bewegt sich einer nach oben, schwenkt der andere nach unten) und geben die Patrone an die Zuführtrommel in der Rohrachse ab. Die Patrone fällt auf die Beladeschale, wird angesetzt, der Verschluss steigt und der Schuss kann brechen.

#### Seezielflugkörper
Als Seezielflugkörper sind zwei Viererstarter für RGM-84 Harpoon eingerüstet, welche auf dem Achterdeck befanden. Die Harpoon wird von einem Teledyne-Turbojet Modell J402-CA-400 mit einem Schub von 3,0 kN angetrieben und mit einem Booster gestartet, der über 2,9 Sekunden einen zusätzlichen Schub von 53 kN liefert. Der Flugkörper verfügt über einen WDU-18/B-Gefechtskopf mit 221 Kilogramm Hochexplosivsprengstoff. Die Navigation zum Ziel erfolgt mit einem inertialen Navigationssystem, während die Harpoon in der Anflugphase rund 15 Meter über dem Wasser zum Ziel navigiert. Dabei kann ein Knick in die Flugbahn eingebaut werden, um das Zielgebiet aus einer bestimmten Richtung anzufliegen. Sobald sich die Rakete in einer vorbestimmten Distanz zum vermuteten Ziel befindet, schaltet sie ihr bordeigenes Ku-Band-Radar ein, um das Ziel zu finden. Alternativ kann das Radar sofort nach dem Start oder intermittierend aktiviert werden. Sobald das Ziel erfasst ist, nähert sich die Lenkwaffe diesem in einer Flughöhe von 2 bis 5 Metern bis zum Einschlag. Der Gefechtskopf zündet nicht direkt beim Aufschlag, sondern zeitverzögert, so dass die Explosion im Schiffsinneren stattfindet und erheblich mehr Schaden verursacht als bei einer kontaktzündenden Waffe. Die Reichweite beträgt über 140 km.

#### Torpedorohre
Die Torpedorohr-Drillinge vom Typ HOS-301 befinden sich mittschiffs auf Höhe des Schornsteins, sowohl an Backbord als auch an Steuerbord. Die Torpedos werden mit Druckluft ausgestoßen. Dies geschieht je nach Einstellung mit 10–126 bar. Die Rohre des Werfers bestehen aus GFK, die Masse einer Einheit beträgt etwa eine Tonne.

## Besatzung
Die Besatzung hatte eine Stärke von 98 Offizieren, Unteroffizieren und Mannschaften.